# 小行星8091
小行星8091（英語：8091）是一颗围绕太阳公转的小行星。1992年1月24日，浦田武在清水町发现了此天体。
这颗小行星的绝对星等为58.33131405764846等。